# Eria longlingensis
Eria longlingensis là một loài thực vật có hoa trong họ Lan. Loài này được S.C.Chen mô tả khoa học đầu tiên năm 1988.